# گوهر (جوهر)

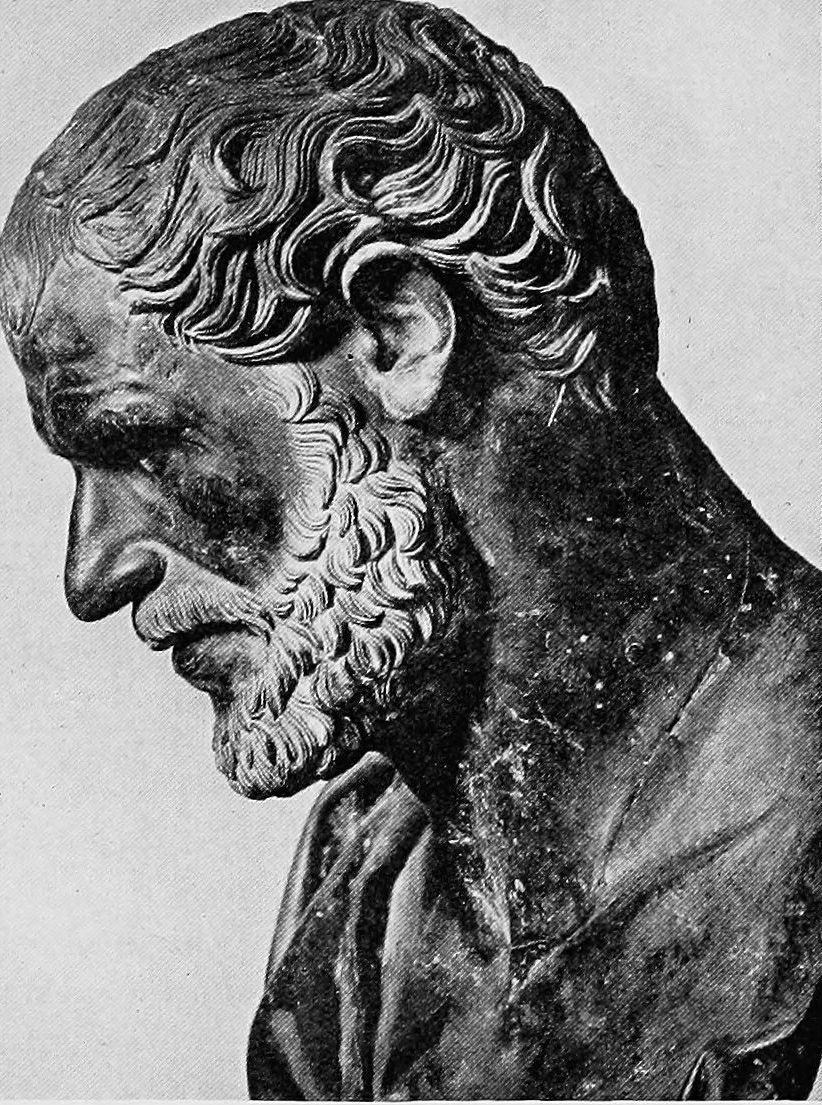
ارسطو

اوسیا (یونانی باستان: οὐσία)، یا گوهر (جوهر)، یکی از مفاهیم بنیادین و بسیار مهم فلسفه و  متافیزیک است. فیلسوفان واژۀ «گوهر» را برای موجود قائم به ذات، چه حادث و چه قدیم به کار برده‌اند. در فلسفهٔ اسلامی، جوهر (که معرّبِ گوهر است) اصطلاحی است معادل با واژهٔ یونانی اوسیا که به‌معنایِ ذات، ماهیت، نهاد، سرشت، وجود پاینده، و باشندگی است.

## افلاطون
گوهر در نزد افلاطون، به جهان ایده‌ها یا مُثُل (نظریه مثل) تعلق داشت و جهان محسوس، سایه آنها به حساب می‌آمد و نمی‌توانست در جایگاه حقیقت ثابت و کلی، یعنی گوهر باشد.

## ارسطو
جوهر در تفکر ارسطو به عالم محسوس بازگردانده می‌شود و جدایی میان عالم محسوس و معقول در هم فرو می‌ریزد.
ارسطو مثال و جوهر را نه در عالمی دیگر، بلکه در دل اشیاء مادی جستجو می‌کند و تفکر پیرامون شناسایی حقیقت و جوهر اشیاء را نیازمند به جدایی از محسوسات نمی‌داند، بلکه معتقد است با مراجعه به خود محسوسات، اندیشه قادر به استخراج حقایق خواهد بود.

## ابن عربی
در جهان بینی صوفی پنج عالم یا پنج مرتبهٔ وجودی شناخته شده‌است، که هر کدام از آنها نمایانگر وجهی وجودی از تجلی حقیقت محض (the absolute Reality الحق) می‌باشند.
1. عالم ذات، (the plane of Essence) عالم الغیب المطلق، (the absolute non-manifestation)، یا سّرالاسرار (the Mystery of Mysteries).
2. حضرت الوهیت، (the Presence of Divinity) عالم صفات و اسماء (the plane of Attribute and the Names)
3. حضرت ربوبیت، (the Presence of Lordship) عالم افعال (the Plane of Actions)
4. عالم امثال و خیال (the plane of Images and Imagination)
5. عالم مشاهده، و تجربیات محسوس (the plane of the senses and sensible experience)

## ذات الهی
در نزد ابن عربی، عوالم در درون خود کلیتی ارگانیک دارند، اشیاء عالم پایین‌تر چون نمادها یا صور خیالی در خدمت عوالم بالاترند؛ لذا هر چه در عالم معمولی وجود دارد (که پایین ترینِ حضرات الهی است) «مثال» نمودی (symbol-exemplification) است برای چیزی که در عالم امثال (Images) می‌باشد، و هر چه در عالم امثال وجود دارد، صورتی است که حالتی از امور عالم اسماء و صفات را منعکس می‌کند، در حالی که هر صفتی جلوه ای از تجلی ذات الهی است.
ذات الهی (Divine Essence)، در الهیات مسیحی هم یکی از مفاهیم اعتقادی است.